# Терис-Ащыбулакское водохранилище
Терис-Ащыбулакское водохранилище (каз. Теріс-Ащыбулақ су қоймасы) — водохранилище в Жуалынском районе Жамбылской области Казахстана, в 46 км к юго-западу от города Тараз. Имеет проектную мощность 158,6 млн кубометров, было сдано в эксплуатацию в 1963 году. Высота дамбы составляет 30 метров, глубина чаши — 21 метр.

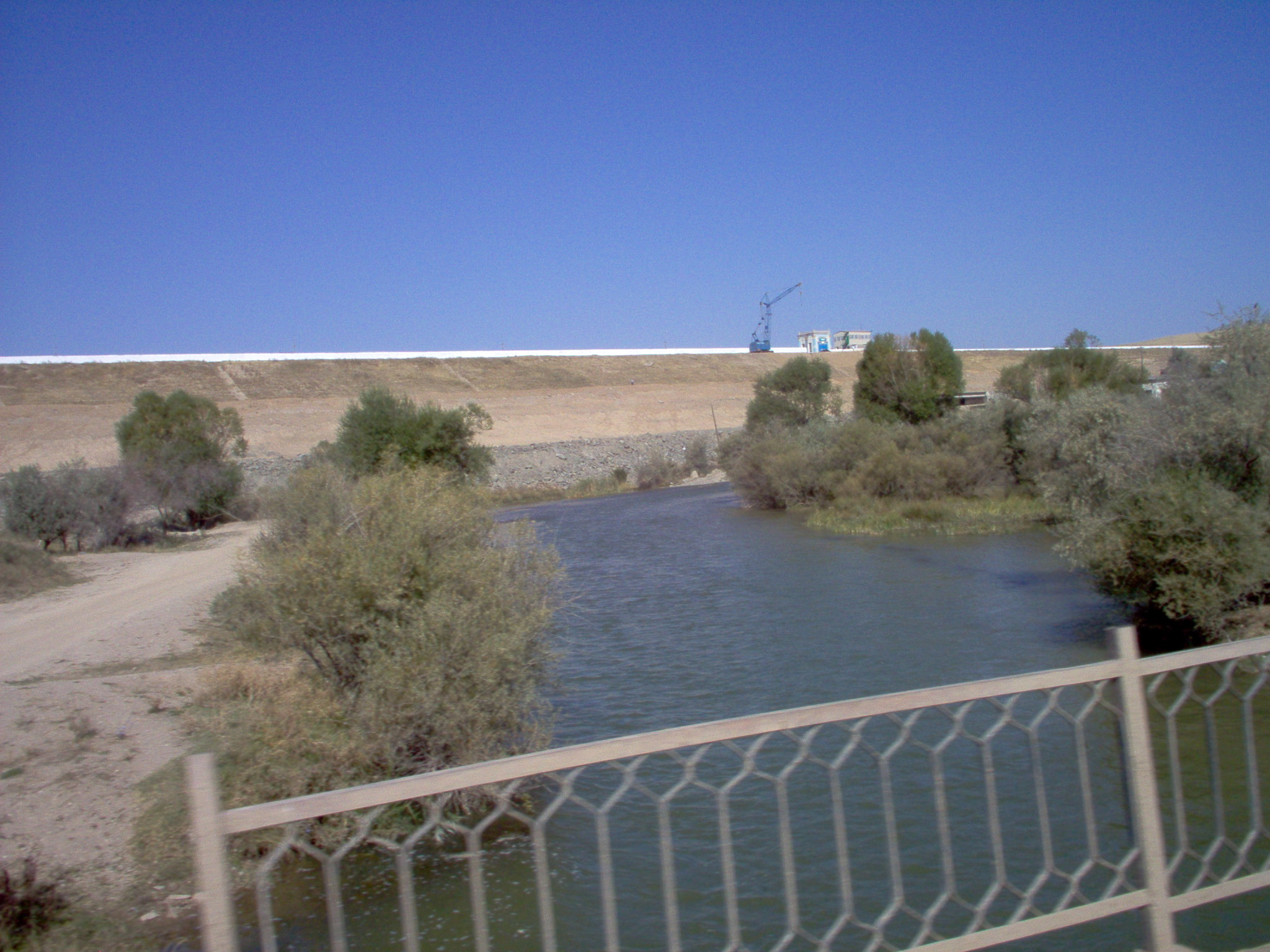
Вид на плотину — нижний бьеф

## География
Терис-Ащыбулакское водохранилище находится в северных отрогах Западного Тянь-Шаня, в пределах Жуалинской долины, примыкающей с севера-востока к перевалу Шакпак на стыке хребта Жабаглытау (Таласский Алатау) и отрога хребта Каратау — Боролдай. Водохранилище создано на реке Терис, берущей начало в отрогах хребта Каратау. Южный и западный берега водохранилища довольно пологие, практически без растительности. К водоёму прилегают земли лугового характера.